# Socket AM2+
Il Socket AM2+, evoluzione del Socket AM2, è stato introdotto da AMD con la sua piattaforma Spider, congiuntamente con i nuovi processori Phenom, in grado di sfruttare appieno le caratteristiche di questo Socket.
Il Socket AM2+ è costituito da 940 pin ed è di tipo PGA-ZIF. Supporta, tra le nuove tecnologie, il bus HyperTransport 3.0 (fino a 2,6 GHz) e memorie DDR2 fino a 1066 MHz. Il bus di sistema per le CPU resta pari a 200 MHz. Inoltre introduce la separazione (cosiddetto "dual plane") fra l'alimentazione della CPU e quella del northbridge (il controller delle memorie integrato nella CPU), consentendo notevoli risparmi energetici. A titolo esemplificativo un processore Phenom con TDP massimo di 140 W, in idle ha un TDP di circa 103 W se installato su piattaforma single-plane e circa 70 W se su piattaforma dual-plane.
La novità più rilevante di questo socket è quella di essere perfettamente retrocompatibile con tutti i processori per Socket AM2. Inoltre, molte schede madri AM2+ sono compatibili anche con i processori per Socket AM3 (a condizione che abbiano solo 938 pin, ed a patto di rinunciare al supporto per memorie DDR3).

## I processori utilizzati
Il Socket AM2+ supporta le seguenti CPU:
- AMD SEMPRON 90nm per Socket AM2 (tutte le frequenze)
- AMD SEMPRON 65nm LE-1xxx per Socket AM2 (tutte le frequenze)
- AMD ATHLON 64 90nm per Socket AM2 (tutte le frequenze)
- AMD ATHLON 64 65nm LE-1xxx per Socket AM2 (tutte le frequenze)
- AMD ATHLON X2 90nm per Socket AM2 (tutte le frequenze)
- AMD ATHLON X2 90nm EE per Socket AM2 (tutte le frequenze)
- AMD ATHLON X2 65nm per Socket AM2 (tutte le frequenze)
- AMD ATHLON X2 65nm BE-2xxx per Socket AM2 (tutte le frequenze)
- AMD PHENOM X4 65nm (tutte le frequenze)
- AMD PHENOM X3 65nm (tutte le frequenze)
- AMD PHENOM X2 65nm (tutte le frequenze)
- AMD PHENOM 45nm (tutte le frequenze)
- i processori per Socket AM3 a 938 pin